# Harvest (film 2011)
Harvest (Stadt Land Fluss) è un film del 2011 diretto da Benjamin Cantu.

## Trama
Due giovani apprendisti che lavorano in un complesso agriculturale a sud di Berlino intraprendono una relazione sentimentale.

## Riconoscimenti[1]
- 2011 - Festival internazionale del cinema di Berlino
  - Premio dei lettori di Siegessäule
- 2011 - Chéries-Chéris
  - Nomination Grand Prize Chéries-Chéris